# Leopold Frankenberger
Leopold Frankenberger (1818-1912, Graz, Áustria) foi, segundo o militar e advogado alemão Hans Frank, o avô paterno de Adolf Hitler.

## Vida
Ao solicitar uma certidão de nascimento para o pai de Hitler, Alois, após seu nascimento em 1837, sua mãe Maria Anna Schicklgruber, então com 42 anos, recusou-se a mencionar o nome do pai. O menino foi então registrado como filho ilegítimo e, nos primeiros 39 anos de sua vida, levou o sobrenome de sua mãe, Schicklgruber. Cinco anos após o nascimento de Alois, Maria Anna se casou com Johann Georg Hiedler, que em sua vida não reconheceu a criança como sua. O irmão de Johann Georg, Johann Nepomuk Hiedler, também foi um dos possíveis pais. Johann Georg Hiedler não foi formalizado como pai de Alois Schicklgruber até 1876, 20 anos após a morte de Johann Georg. O fato de quem realmente era o avô de Adolf Hitler não é totalmente claro, embora os historiadores geralmente considerem que o candidato mais provável seja um dos dois irmãos Hiedler.
Hans Frank, advogado de Hitler, nos julgamentos de Nuremberg, mostrou no relatório que havia sido contratado por Hitler para investigar os antecedentes familiares no ano de 1930. Frank havia encontrado com base em sua investigação, que indicava que o pai de Hitler era possivelmente meio-judeu.
Maria Anna Schicklgruber havia trabalhado como empregada doméstica para uma próspera família judia chamada Frankenberger. Maria Anna, de 42 anos, poderia estar grávida do filho da família, Leopold, de 19 anos, na época.
Para evitar escândalo na família, foi paga uma indenização a Maria Anna até Alois completar 14 anos. Além disso, a família e Maria Anna se contataram por anos por correspondência, que é considerada uma das provas mais importantes sobre a paternidade de Frankenberger.
No entanto, Hans Frank considerou que a alternativa mais provável é que o avô fosse Johann Georg Hiedler.
O historiador Werner Maser afirmou que uma família judia vivendo em Graz em 1800 era altamente improvável, já que a área naquela época era controlada por lei que não permitia residência permanente para judeus. Além disso, nenhuma marca ou indicação foi encontrada sobre Leopold Frankenberger ou Frankenreiter ou sua família nos livros ou registros, muitos pensaram que Frankenberger não existia.
O psicólogo da Segunda Guerra Mundial Walter C. Langer, em nome do perfil psicológico de Hitler, disse que um conceito semelhante pode ser encontrado no avô de Hitler. Langer disse que a avó teria trabalhado com um banqueiro enobrecido para a família judia dos Rothschilds em termos de economia e o pai de Alois teria sido um dos Rothschilds. As fontes de Langer consistiam em testemunhos daqueles que fugiram dos nazistas e declarações de ex-nazistas, cujo valor foi posteriormente criticado.